# Маргерита ди Савоя
Маргерѝта ди Саво̀я (на италиански: Margherita di Savoia) е пристанищен град, морски курорт и община в Южна Италия, провинция Барлета-Андрия-Трани, регион Пулия. Разположен е на 1 m надморска височина. Населението на града е 12 624 души (към март 2008 г.). До 2004 г. общината е била включена в провинция Фоджа.